# Горішня Диканя
Горішня Дика́ня (болг. Горна Диканя) — село в Перницькій області Болгарії. Входить до складу общини Радомир.

## Населення
За даними перепису населення 2011 року у селі проживали 264 особи, з них 251 особа (99,6%) — болгари.
Розподіл населення за віком у 2011 році:
Динаміка населення: